# Ryosuke Hisadomi
Ryosuke Hisadomi (久富 良輔 Hisadomi Ryosuke?), född 19 mars 1991 i Kanagawa prefektur, är en japansk fotbollsspelare.
Hisadomi började sin karriär 2014 i Thespakusatsu Gunma. 2016 flyttade han till Fujieda MYFC. 2018 flyttade han till Tochigi SC. Han gick tillbaka till Fujieda MYFC 2020.